# Aéroport de Pathankot
L' aéroport de Pathankot est une infrastructure du district de Pathankot au Pendjab, Inde.

## Historique
L'aéroport a ouvert le 21 novembre 2006.

### Usages militaires
Les avions de la 18 Wing y ont été stationnés sur Mig 21 opéré par le No. 108 Squadron. La base a été la cible lors des Frappes indo-pakistanaises de 2025,.